# Ždírec (okres Plzeň-jih)
Ždírec (německy Schdiretz) je obec v okrese Plzeň-jih v Plzeňském kraji. Leží asi 29 kilometrů jihovýchodně od centra Plzně a pět kilometrů jihovýchodně od města Blovice. Žije zde 485 obyvatel. Protéká zde řeka Úslava.
V současné době je Myť největším satelitem obce. Ždírec leží v průměrné nadmořské výšce 418 metrů nad mořem, jeho celková katastrální plocha je 934 hektarů, z toho orná půda zabírá pouze 35 procent, přibližně jedna třetina výměry celkové plochy je zalesněná. Obec se nachází na železniční trati Plzeň – České Budějovice, u které zde stojí stanice Ždírec u Plzně. Ve vsi se nachází obecní úřad, knihovna, hospoda, prodejna potravin, kostel a hřbitov.

## Historie
První historické dokumenty zmiňují Žďár, jehož počátky jsou z let 1326, kdy zde byl také postaven kostel svatého Václava. Ždírec je zhruba o 50 let mladší, první písemná zmínka o obci se nachází v historických pramenech v roce 1376. Smederov, kde nejdříve vyrostla rytířská tvrz, je datován už od roku 1654. V roce 1789 se ke Ždírci začala připojovat její současná druhá polovina zvaná Myť, jejíž název pravděpodobně pochází od slova mýtiti. V 17. století se v okolí obce těžila a zpracovávala železná ruda.

## Obyvatelstvo
| Rok            | 1869 | 1880 | 1890 | 1900 | 1910 | 1921 | 1930 | 1950 | 1961 | 1970 | 1980 | 1991 | 2001 | 2011 | 2021 |
| -------------- | ---- | ---- | ---- | ---- | ---- | ---- | ---- | ---- | ---- | ---- | ---- | ---- | ---- | ---- | ---- |
| Počet obyvatel | 682  | 658  | 651  | 589  | 600  | 687  | 653  | 589  | 648  | 609  | 531  | 435  | 438  | 449  | 451  |
| Počet domů     | 97   | 102  | 103  | 100  | 100  | 101  | 127  | 161  | 161  | 167  | 152  | 182  | 197  | 205  | 213  |

## Obecní správa

### Části obce
- Myť
- Smederov
- Žďár
- Ždírec

### Obecní symboly
Znak a vlajka byly obci uděleny rozhodnutím předsedy Poslanecké sněmovny Parlamentu České republiky dne 25. března 2005.

## Pamětihodnosti
Mezi nejvýznamnější památku obce patří gotický kostel svatého Václava ve Žďáru, který je obklopený hřbitovem. Byl postaven v první polovině 14. století. Z této doby se dochoval jižní portál odkrytý v roce 1932 pod nánosy omítky a především unikátní fresková výzdoba presbytáře z doby kolem roku 1350 zachycující výjevy ze svatováclavské legendy. Kostel byl v průběhu staletí ještě několikrát upraven, zejména pak v 19. století, kdy byla například zvýšena věž. Za zmínku také stojí klasicistní kaple Panny Marie Klatovské na návsi ve Smederově. Má svoji zvláštnost – je rozdělena na dvě části, každá část má svůj vlastní vstup. V první části je klasická kaplička s ústředním obrazem Panny Marie Klatovské a v druhé části je umístěn betlém.

## Galerie

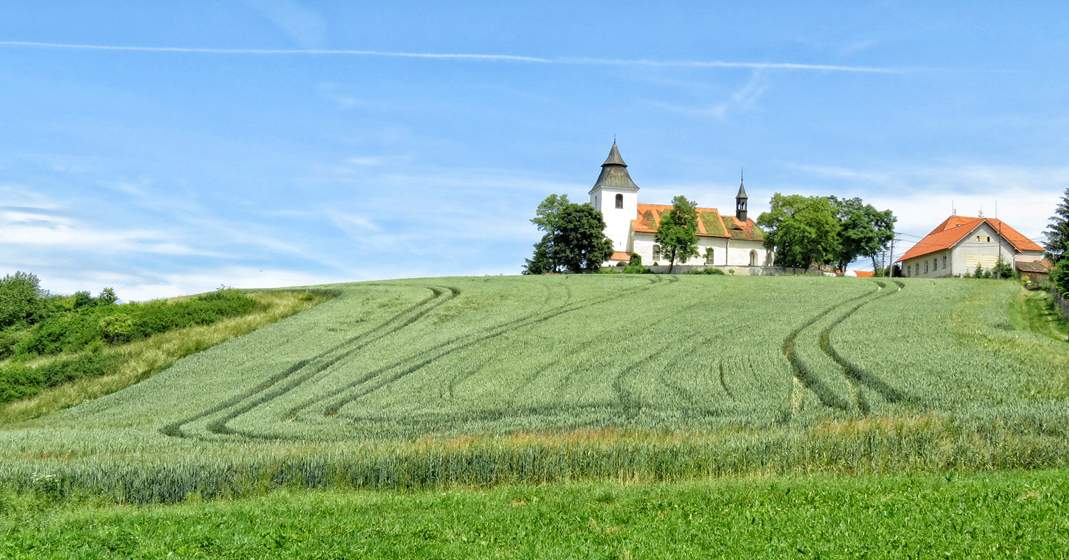
Kostel svatého Václava ve Žďáru
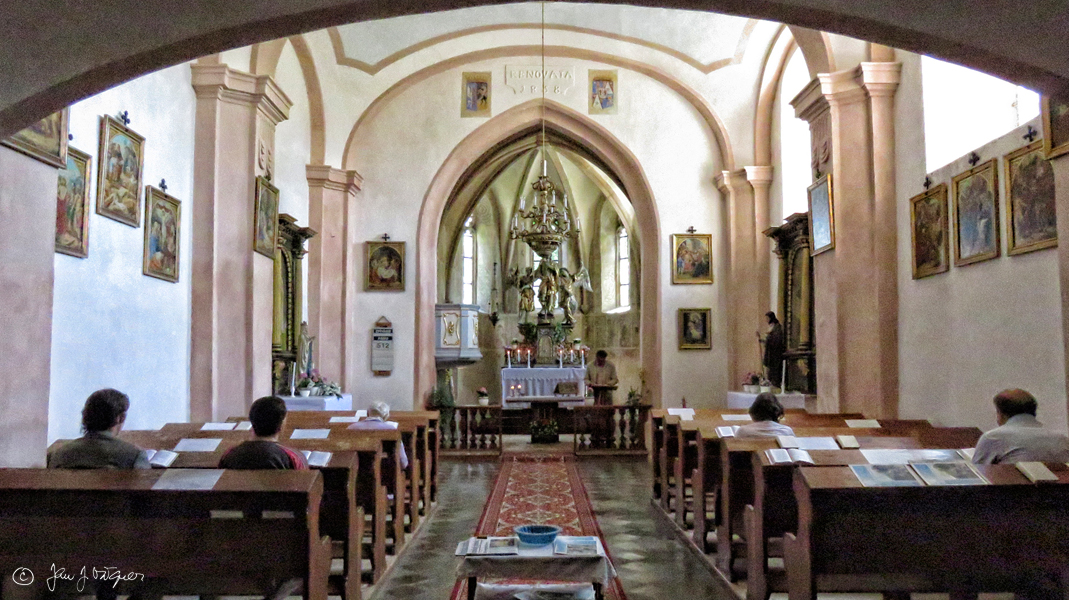
Interiér kostela svatého Václava
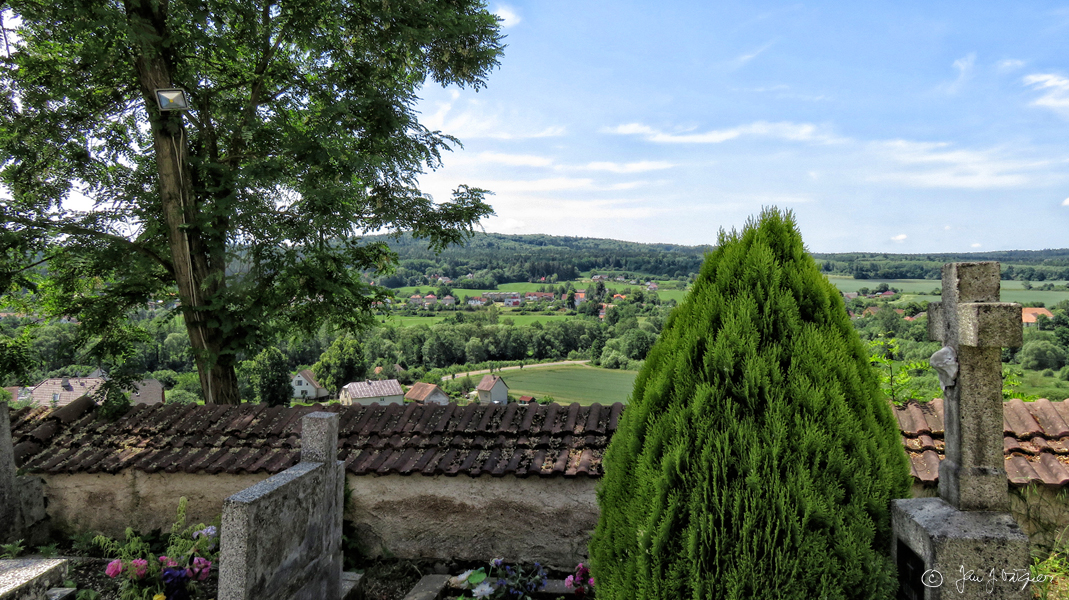
Pohled na Ždírec od hřbitovní zdi kostela svatého Václava
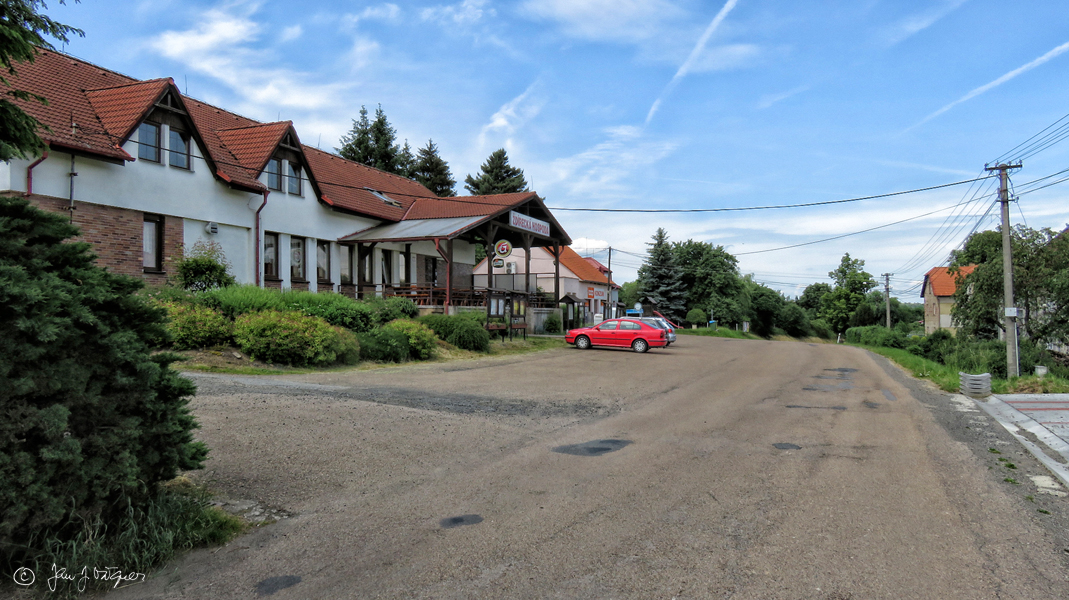
Hospoda a konzum ve Ždírci
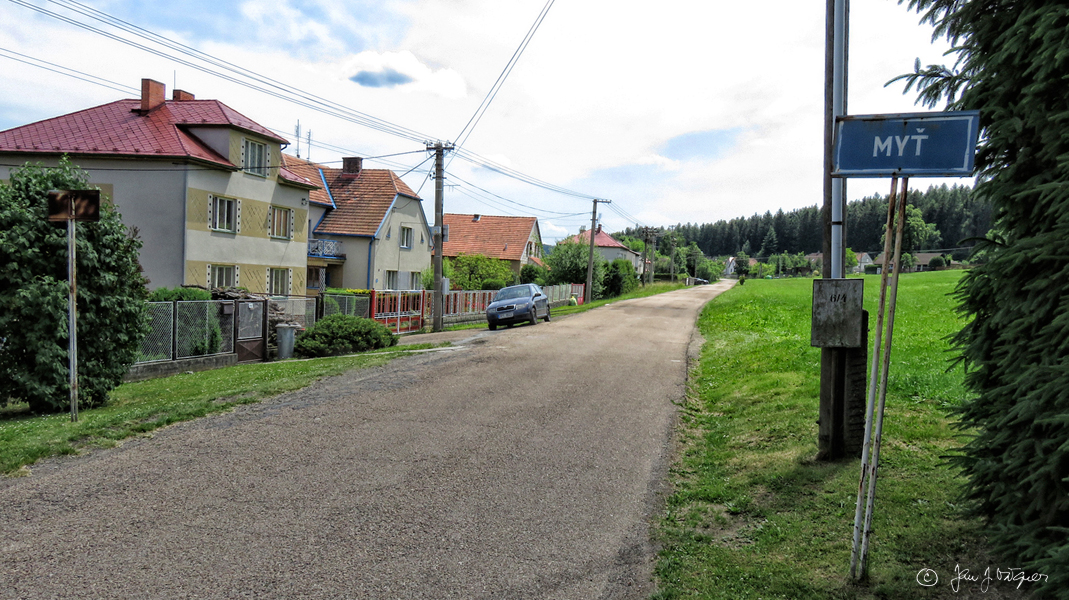
Zachovalé původní označení druhé poloviny Ždírce zvané Myť